# Aplocheilichthys
Aplocheilichthys – rodzaj ryb z podrodziny Aplocheilichthyinae występującej w obrębie rodziny piękniczkowatych (Poeciliidae).

## Klasyfikacja
Gatunki zaliczane do tego rodzaju:
- Aplocheilichthys antinorii
- Aplocheilichthys atripinnis
- Aplocheilichthys centralis
- Aplocheilichthys fuelleborni
- Aplocheilichthys kabae
- Aplocheilichthys luluae
- Aplocheilichthys macrurus
- Aplocheilichthys mahagiensis
- Aplocheilichthys schioetzi
- Aplocheilichthys spilauchen – błyskotek Spilauchena[3], szczupieńczyk Spilauchena[3]
- Aplocheilichthys vitschumbaensis